# فرودگاه دیپ ریور/رولف
فرودگاه دیپ ریور/رولف (به انگلیسی: Deep River/Rolph Airport) یک فرودگاه همگانی است که یک باند فرود چمن دارد و طول باند آن ۸۲۳ متر است. این فرودگاه در کشور کانادا قرار دارد و در ارتفاع ۱۴۹ متری از سطح دریا واقع شده‌است.